# Reina Iwama
Reina Iwama (jap. 岩間怜那 Iwama Reina; ur. 2 sierpnia 1979) - japońska zapaśniczka w stylu wolnym. Trzykrotna uczestniczka mistrzostw świata. Zdobyła srebrny medal w 2000 roku. Najlepsza zawodniczka igrzysk Wschodniej Azji w 2001. Mistrzyni Azji w 2003. Pierwsza w Pucharze Świata w 2001 i 2002; czwarta w 2004 i szósta w 2003. Druga w Pucharze Azji w 2003 roku.